# Прокоп, Лиза
Лиза Прокоп (нем. Liese Prokop; 27 марта 1941 — 31 декабря 2006) урождённая Сикора (нем. Sykora) — австрийский политический и государственный деятель, призёр Олимпийских игр. Её племянник Томас Сикора стал олимпийским призёром по горнолыжному спорту.
Лиза Сикора родилась в 1941 году во Тульне-на-Дунае, Нижняя Австрия. Закончила Венский университет по специальности «Биология». В 1965 году вышла замуж за тренера по гандболу Гуннара Прокопа.
В 1964 году Лиза Прокоп приняла участие в Олимпийских играх в Токио, где соревновалась в прыжках в высоту, но не завоевала медалей. В 1967 году она стала обладательницей золотой медали в легкоатлетическом пятиборье на Универсиаде в Токио, а в 1968 году на Олимпийских играх в Мехико завоевала серебряную медаль. В последующие годы она 28 раз становилась чемпионкой Австрии в различных легкоатлетических дисциплинах, а в 1972 году приняла участие в соревнованиях по легкоатлетическому пятиборью на Олимпийских играх в Мюнхене, но не завоевала медалей.
Ещё в 1969 году Лиза Прокоп стала членом парламента Нижней Австрии. В 1981—1992 годах она была региональным министром, в 1992—2004 — вице-президентом Нижней Австрии. С 1996 года стала принимать участие в работе Ассамблеи европейских регионов, и в 2001—2004 годах была президентом этой организации, а впоследствии стала её почётным президентом.
В декабре 2004 года Лиза Прокоп возглавила Федеральное министерство внутренних дел Австрии, став первой женщиной на этом посту. Она оставалась министром внутренних дел вплоть до своей неожиданной смерти от расслоения аорты в декабре 2006 года.